# Mark (1871)

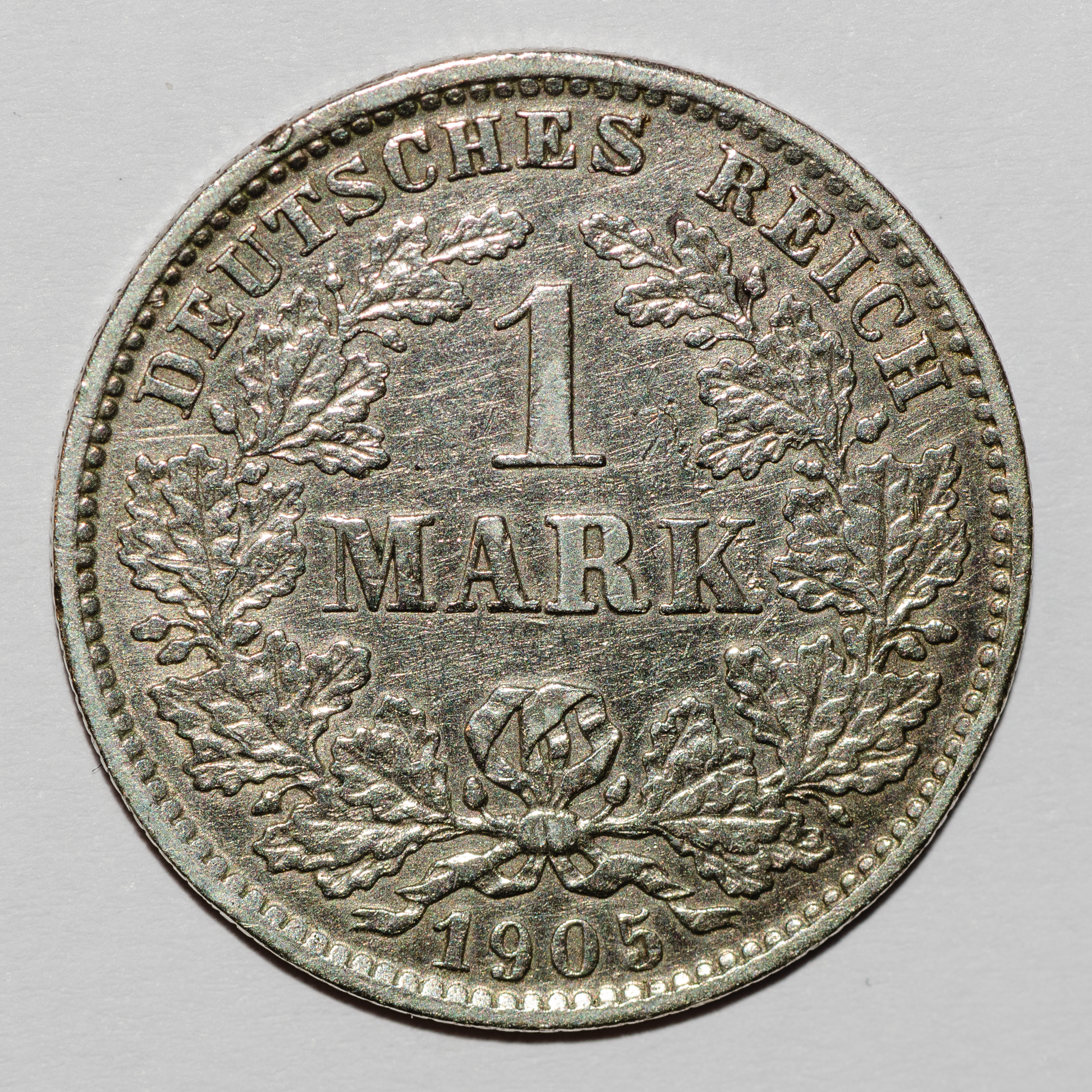
1 Mark von 1905, Wertseite, gestaltet von Johann Adam Ries (Scheidemünze in Silber)

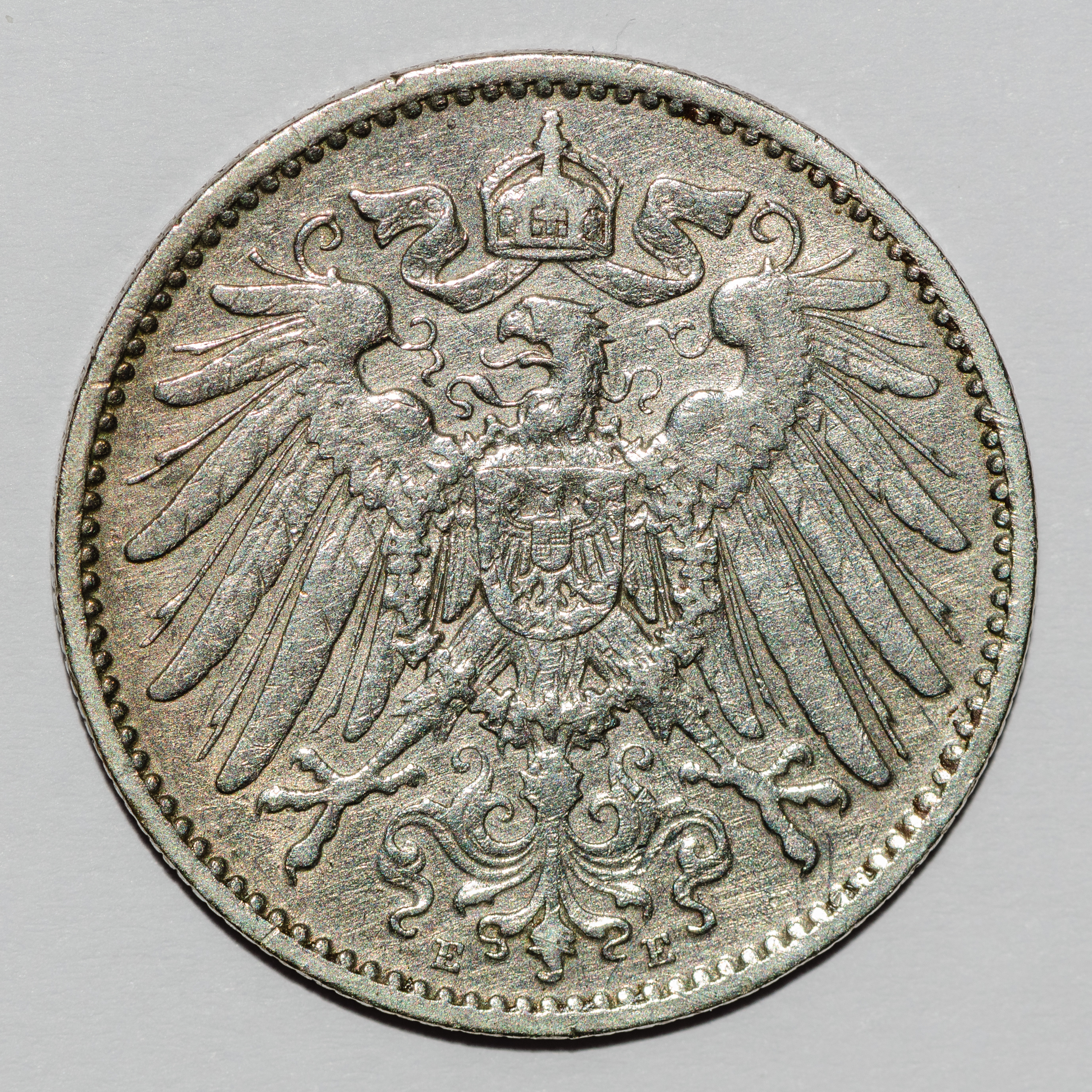
1 Mark von 1905, Bildseite mit Münzzeichen E, aus der Münzstätte Muldenhütten

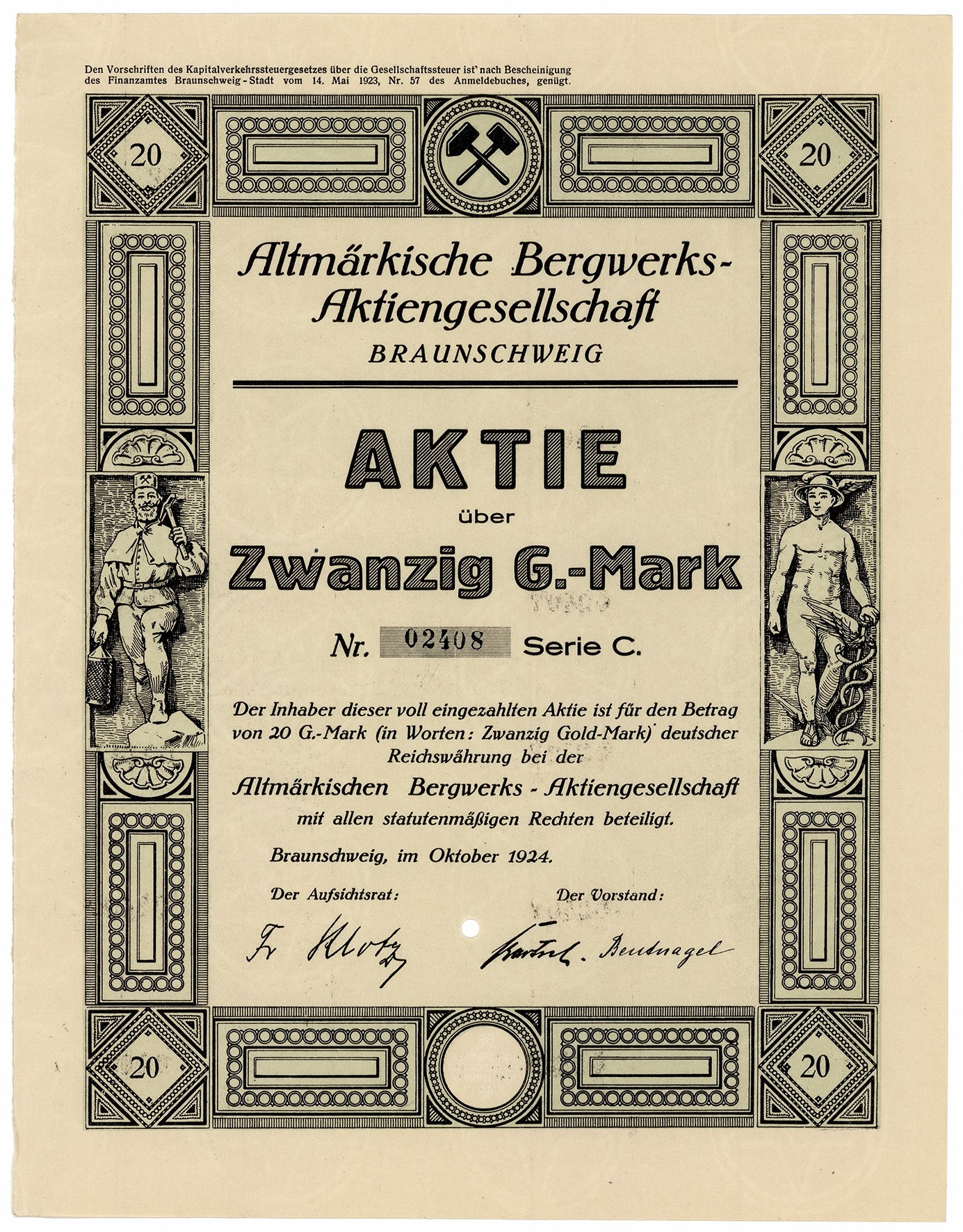
Aktie über 20 Goldmark der Altmärkischen Bergwerks-AG vom Oktober 1924

Die Mark (Mk oder ℳ), rückblickend auch als Goldmark bezeichnet, war die Rechnungseinheit und das Münznominal der zu einem Drittel goldgedeckten Währung des Deutschen Kaiserreichs ab 1871 („Reichsgoldwährung“). Eine Mark entsprach 0,358423 oder 1000⁄2790 Gramm Feingold und hatte damit am heutigen Goldpreis gemessen einen Wert von 32,63 Euro. Es wurden goldene Kurantmünzen zu 5, 10 und 20 Mark geprägt. Die Bezeichnung auf Anleihen und Aktien dieser Zeit lautete „Mark – Deutsche Reichswährung“. Sie war nach Beschluss vom 4. Dezember 1871, dem ersten Reichsmünzgesetz, gültige Währung. Im August 1914 wurde mit Beginn des Ersten Weltkrieges die Abgabe von auf Mark lautenden Goldmünzen durch die öffentlichen Kassen eingestellt.
Die Bezeichnung Mark leitet sich von der ursprünglichen germanischen Gewichtseinheit Mark ab, die später auf die Mark als Währung vor allem im Bereich der norddeutschen Hansestädte überging (→ Mark Courant).
Der Ausdruck Goldmark entstand nach 1914 zur Unterscheidung gegenüber den durch Inflation entwerteten, auf Mark lautenden Geldzeichen, insbesondere den Banknoten („Papiermark“). Goldmark war ab 1923 auf Notgeldscheinen mit US-Dollar-Bezug aufgedruckt sowie später in der Amtssprache der Weimarer Republik gebräuchlich. Umgangssprachlich sind mit Goldmark oft nur die auf Mark lautenden Goldmünzen des Kaiserreichs gemeint. Bis heute taucht der Begriff bei Grundstücks- und Vermögensangelegenheiten auf, die zeitliche Bezüge auf vor dem Ersten Weltkrieg aufweisen.
Gelegentlich wird schon für die Mark deutscher Reichswährung von „Reichsmark“ gesprochen. Gemeint ist dann eine einheitlich im gesamten Deutschen Reich gültige Mark-Währung. Die eigentliche Reichsmark wurde erst 1924 eingeführt.

## Allgemein

### Vorgeschichte
Unter dem Dach des Deutschen Zollvereins fanden 1838 Verhandlungen zum Dresdner Münzvertrag statt. Im Juli machte Sachsen in den Vorschlag, den dritten Teil des neuen sächsischen Talers zur neuen Vereinsmünze zu machen. Der neue sächsische Taler hatte den gleichen Wert wie zehn sächsische Neu-Groschen bzw. 100 Neu-Pfennige und entsprach dem damaligen preußischen Taler. Dies wurde aber von den anderen Taler- und Guldenländern abgelehnt. Stattdessen wurde eine gemeinsame Vereinsmünze der „contrahierenden Staaten“ eingeführt, die vom Wert (= Silbergehalt) her zwei Taler im preußischen 14-Taler-Münzfuß und 3½ süddeutsche Gulden im 24½ Guldenfuß gleich sein sollte. Diese Vereinsmünze zu „2 Taler = 3½ Gulden“ war in jedem Zollvereins-Land gesetzlich gültig. Es konnte daher mit den Münzen überall im Vertragsgebiet unabhängig vom jeweiligen Emittenten bezahlt werden. Diese Münzgleichwertigkeit übertrug sich in der Folge im praktischen Geldverkehr auch auf die einfachen Taler- und Guldenmünzen und vollwertig in Silber geprägten Teilstücke, obwohl diese nicht extra als „Vereinsmünze“ im Gepräge gekennzeichnet wurden.
Schwierig blieb es hingegen im „kleinen Zahlungsverkehr“ mit den unterschiedlichen Pfennig-, Kreuzer- und Groschen-Münzen, deren Silbergehalt geringer als deren Nominalwert war (Scheidemünzen). Teilweise waren sogar noch verschiedene, vom Ende des 18. Jahrhunderts stammende regionale Scheidemünzen als gesetzliche Zahlungsmittel im Umlauf – einige bis 1876. So nahmen beispielsweise ältere kupferne Einpfennigmünzen die Funktion von Hellermünzen wahr, da in vielen Guldenländern – außer Bayern bis 1856 – Halbpfennige oder Heller nicht mehr geprägt wurden. Die sprichwörtliche deutsche Münzverwirrung bezieht sich daher grundsätzlich vor der Reichsgründung von 1871 nur auf die Scheidemünzen. Ab 1839 wurden größere länderübergreifende Finanztransaktionen fast immer auf die gemeinsame Vereinsmünze bezogen, auch wenn von Gulden oder Talern die Rede war. Seltener war ein Bezug auf die hanseatische Markwährung oder das Bremer Goldgeld.
Es kam ab etwa 1840 zu einer langsamen Durchmischung der (groben) Taler- und Guldenmünzen in den angrenzenden Zollvereinsländern. Für die Banknoten gab es teilweise Umlaufverbote außerhalb ihres Emissionslandes. Die Banknoten Preußens (Preußische Bank) machten eine Ausnahme, da sie auch außerhalb Preußens im Zollverein eine hohe Akzeptanz hatten.
Nach dem Wiener Münzvertrag von 1857 wurde dann offiziell der preußische Talermünzfuß in Form von eigenen Doppel (und Einfachtalermünzen) aber im jeweiligen landestypischen Design – auch in den Guldenländern (einschließlich Österreich und Liechtenstein) geprägt. Die „großdeutsche“ Münzeinheit war damit schon fast geschaffen, sie scheiterte dann aber am Krieg 1866. Die 1857 geschaffene, gemeinsame goldene Vereinskrone setzte sich nicht als Basis einer Goldstandardwährung durch.
Auf dem Deutschen Handelstag 1869 forderte eine Denkschrift von Adolf Soetbeer, dass „eine einheitliche deutsche, dezimalgeteilte Währung in Mark und Pfennig“ als Quote einer „Landesgoldmünze“ geschaffen werden und diese dem Lateinischen Münzbund beitreten solle. Das metrische System und die Dezimalisierung waren schon 1868 durch die Norddeutsche Maß- und Gewichtsordnung vereinbart worden, diese trat aber erst 1872 in Kraft. In Bezug auf Münzen verwies sie auf den Wiener Münzvertrag. Der Deutsch-Französische Krieg 1870/71 verhinderte die Einführung eines „deutschen Francs“, so dass dann die neue Währung „Mark“ ab 1871 wertmäßig auf dem Drittel des Zollvereinstalers beruhte.

### Definition des Goldgehalts der Mark
In die Definition des Goldgehalts der Mark sind verschiedene Überlegungen eingeflossen. Erstens sollte die Mark in einem einfachen Verhältnis zu den gängigsten deutschen Silbermünzen zu Beginn des letzten Drittels des 19. Jahrhunderts stehen. Dies bedeutete, dass die Mark auf den Vereinstaler des Deutschen Zollvereins bezogen wurde. Zweitens sollte sich die Mark am Wert der in Norddeutschland (Hamburg, Lübeck) als Rechnungseinheit genutzten Kurantmark orientieren. Da drei Kurantmark in etwa so viel Silber enthielten wie ein Vereinstaler, wurde das Verhältnis von Vereinstaler zur Mark als 1:3 festgelegt.
Aus einem Zollpfund Silber à 500 g wurden 30 Vereinstaler geprägt. Ein Vereinstaler hatte somit einen Feinsilbergehalt von 16,667 g. Im Verhältnis 1:3 zu Mark ergibt sich für die Mark ein rechnerischer Silbergehalt von 5,556 g. Da die Mark aber eine Währung nach dem Goldstandard war, musste der Silbergehalt in einen Goldgehalt umgerechnet werden. Das Wertverhältnis von Gold zu Silber lag um 1871 bei 1:15,5. Daraus ergibt sich ein Goldgehalt der Mark von 0,35842 g Feingold.
Selbst bei einer stark kupferhaltigen Goldlegierung hätte ein Einmarkstück in Gold kaum ein Gramm gewogen. Daher wurden keine einzelnen „Goldmark“-Stücke geprägt. Die Einmarkstücke waren tatsächlich aus 900/1000 Silber. Ihr Feinsilbergehalt lag aber nicht bei 5,556 g, sondern nur bei 5 g; die Silbermünzen der Mark waren daher technisch gesehen Scheidemünzen. Selbst die Prägung von Fünfmarkstücken („halbe Krone“) in Gold wurde nach wenigen Jahren wieder eingestellt. Beibehalten wurden 10- („Krone“) und 20-Mark-Stücke („Doppelkrone“).

### Teil des internationalen Goldstandards
Mit der Einführung der Mark ging die vorherige Taler- und Guldenzollvereinswährung vom Silber- zum Goldstandard über.
Aufgrund des Vertrauens in die gesicherte Golddeckung der Währungen der führenden Industrieländer gab es um 1871 bis 1914 weitgehend feste Währungswechselkurse beim physischen Umwechseln der gewichtsmäßig vollwertigen Goldmünzen, die auf der jeweiligen gesetzlichen Goldparität zueinander beruhten. Das Vertrauen in die Golddeckung übertrug sich auch auf die Banknoten und Girokonten führender Handelshäuser und Industrieunternehmen der Hauptindustrieländer im kommerziellen Handel miteinander. Man konnte damals schon fast von einer einheitlichen (Gold-)Weltwährung sprechen. Beispiele für die auf der Goldparität beruhenden nominalen Umwechselkurse sind unten angegeben und kursiv sind die realen maximalen Schwankungsbreiten auf ausländischen Börsenplätzen für die Mark im Jahre 1913 dargestellt:
1 Franken bzw. Franc, Lira, Drachme, Lew, Leu, Peseta, Dinar, Markka der lateinischen Münzunion und assoziierter Länder
= 0,8 M (Paris 1913: 0,80825 … 0,81450 M)
1 Pfund Sterling (Sovereign) = 20,43 M (London 1913: 20,410 … 20,545 M)
1 Österreichisch-ungarische Goldkrone = 0,85 M (Wien 1913: 0,84300 … 0,85025 M)
5 (Gold-)Rubel = 20 Franken = 16,20 M
1 US-Dollar = 4,19 M (New York 1913: 4,1875 … 4,2200 M)
1 Dänische Krone = 1 Norwegische Krone = 1 Schwedische Krone = 1,125 M
1 Niederländischer Gulden = 1,69 M (Amsterdam 1913: 1,6880 … 1,6965 M)
1 Piaster oder 1 Qurusch (siehe Fonduk) = 5,715 M
Beim physischen Umwechseln der Scheidemünzen und Banknoten der als weniger solvent eingeschätzten Länder gab es im Vergleich zu den Goldmünzen dieser Länder neben einer Wechselgebühr zusätzliche Abschläge. Abschläge wurden beispielsweise für Papiergeld aus Spanien, Bulgarien, Russland und später Griechenland gefordert. Zur Unterscheidung wurde z. B. vom Gold-Rubel im Gegensatz zum Papier- oder Silber-Rubel gesprochen.

## Geschichte

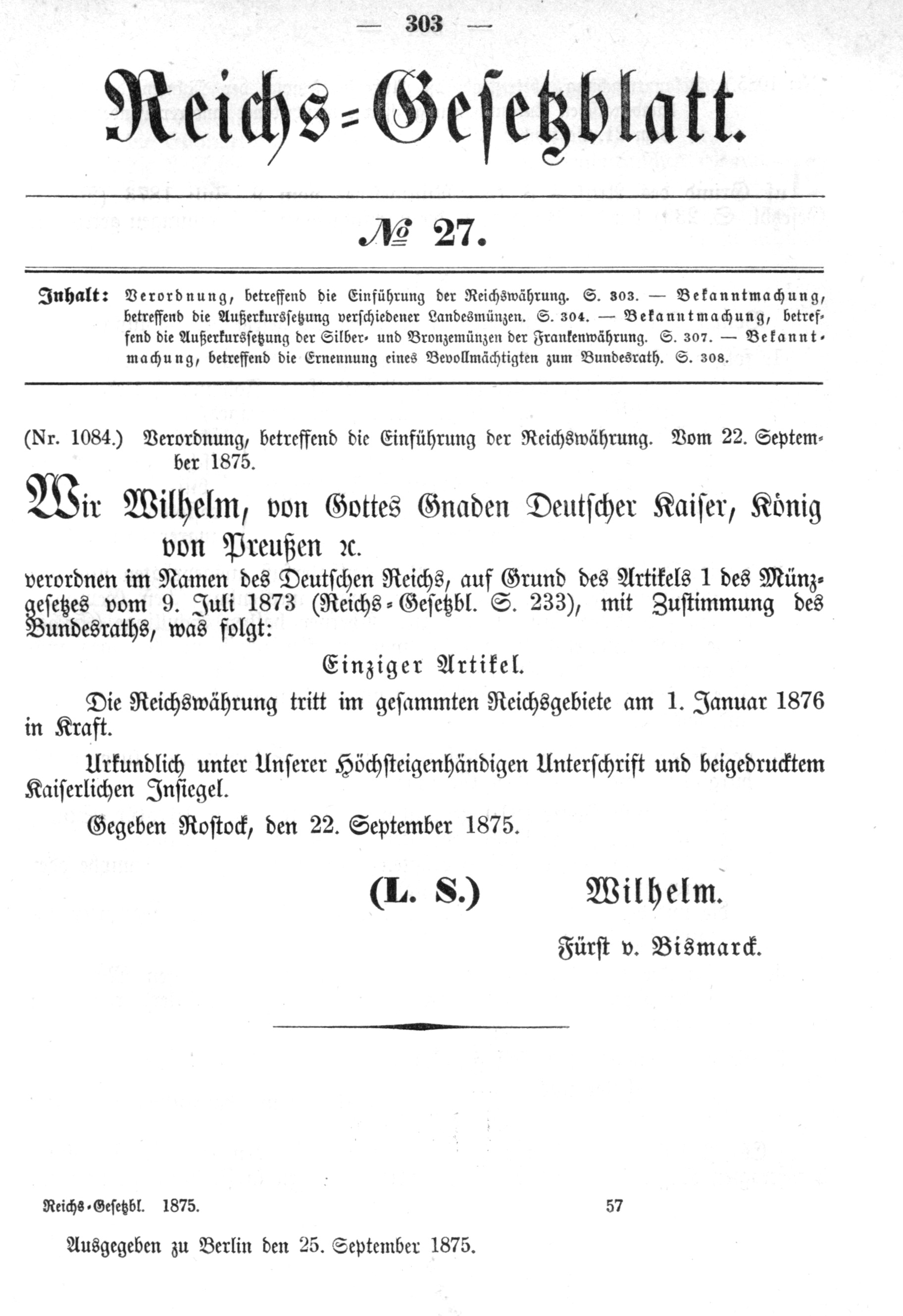
Verordnung, betreffend die Einführung der Reichswährung. Vom 22. September 1875

In Deutschland wurde durch das Gesetz vom 4. Dezember 1871 mit der Reichsgoldmünze der Goldgehalt der neuen gemeinsamen Währung „Mark“ festgelegt und diese Währung durch das Münzgesetz vom 9. Juli 1873 auf alle Landeswährungen angewendet. Das Münzgesetz sorgte für eine faktische Aufhebung des Goldgeldes. Die Mark wurde zum 1. Januar 1876 im gesamten Reichsgebiet eingeführt. Sie ersetzte schrittweise die insgesamt sechs bzw. sieben (inklusive des Franken-Systems in Elsass-Lothringen) Landeswährungen in Deutschland mit verschiedenen Münztypen wie Taler, Gulden, Kreuzer etc. Ein silberner Vereinstaler entsprach, wie schon genannt, genau 3 Mark. Mit Ausnahme des bis zum 30. September 1907 gültigen einfachen Talers und des bis zum 31. Dezember 1900 gültigen österreichischen Zwei-Taler-Stückes war die Mark ab 1. Januar 1876 einziges gesetzliches Zahlungsmittel, der doppelte Vereinstaler „deutschen Gepräges“ wurde am 15. November 1876 außer Kurs gesetzt. Da man bei der Außerkurssetzung des Zwei-Taler-Stückes versehentlich von „deutschem Gepräge“ gesprochen hat, blieb ausgerechnet das österreichische Zwei-Taler-Stück weiter gültig. Die österreichischen Ein- und Zwei-Taler-Stücke wurden erst am 1. Januar 1901 in Deutschland außer Kurs gesetzt.
Auch die in Hamburg und Lübeck umlaufenden, auf „Mark lübsch Courant“ bzw. „Mark hamburgisch Courant“ lautenden Silbermünzen wurden eingezogen. Eine Mark Courant galt 1 1⁄5 Mark.
Erste Prägungen von Goldmünzen gab es bereits ab 1871 mit der preußischen 20-Mark-Ausgabe (Münzgesetz). Dazu wurde Gold aus den französischen Reparationen des Deutsch-Französischen Kriegs von 1870/71 verwendet sowie Gold, das auf dem Londoner Edelmetallmarkt gegen Silber verrechnet wurde.
Das offizielle Inkrafttreten der neuen Reichswährung (Mark und Pfennig) wurde laut kaiserlicher Verordnung vom 22. September 1875 auf den 1. Januar 1876 festgelegt.
Bis teilweise 1878 kursierten aber noch parallel zur neuen Mark eine Vielzahl älterer Landesmünzen zu amtlich festgelegten Kursen, z. B. 1⁄6 Taler sächsisch (à 50 sächsische Neu-Pfennig) = 50 neue (Reichs-)Pfennig oder der einfache süddt. (Vereins-)Gulden, der 1,71 M galt und bis zum 31. Dezember 1875 im Umlauf war. Nacheinander wurde dann ab 1873 in verschiedenen Reichsgesetzen verkündet, alle vormaligen Landesmünzen sowie die französische Währung im Reichsland Elsaß-Lothringen außer Kurs zu setzen sowie den Umlauf gültiger ausländischer Münzen im gesamten Reichsgebiet zu verbieten. Ab Mitte 1876 war die neue Reichswährung praktisch bis auf wenige Ausnahmen überall in Deutschland durchgesetzt worden. Übrig blieben nur die schon genannten Einfachtalermünzen im 30-Taler-Fuß und die älteren im 14-Taler-Fuß einschließlich der in freier Prägung bis zurück zum Jahr 1750 (!) als silberne „Kurantmünzen“. In den Festlegungen der Reichsbank gibt es darüber Anweisungen, dass die verschiedenen Talersorten in jeweils eigenen Münzgeldrollen einzuwickeln sind. Das österreichische Einfachtalerstück war auch im 30-Taler-Fuß der Jahre 1857…1867 bis 1900 als 3-Mark-Stück in Deutschland gültig. Als bayerische Besonderheit blieben die alten 1-Heller-Münzen (1⁄8 Kreuzer) aus der vormaligen (Vereins-)Guldenwährung zum Wert von ½ Pfennig neuer Reichswährung wegen der Biersteuer noch geraume Zeit über 1878 hinaus in Bayern gültig. Die „Nichtaußerkurssetzung“ des bayerischen Hellers wurde ausdrücklich im Reichsgesetzblatt 31 vom 10. Dezember 1875 festgelegt. Der Umlauf der bayerischen Hellermünzen verlor sich dann in den 1880er Jahren, sodass kein späteres Gesetz zu ihrer Außerkurssetzung mehr erlassen wurde.
Die bayerischen Hellermünzen wurden spätestens zum 11. Oktober 1924 mit den Inkrafttreten des Münzgesetzes vom 30. August 1924 außer Kurs gesetzt, da mit diesem Gesetz auch alle nicht genannten früheren Münzen außer Kurs gesetzt wurden. Der Einzelhandel rechnete damals (1924) mit dem halben Pfennig und hätte sich deshalb die Wiedereinführung des Hellers gewünscht, was aber unterblieb.
Grundsätzliches Finanzziel des neuen Kaiserreichs war es von Anfang an, das Goldgeld im Inland möglichst in den eigenen, staatlichen Kassen bzw. Reichsbankkassen zu halten und somit den Abfluss in die private Thesaurierung oder gar ins Ausland zu verhindern. Außerdem legten die Deckungsvorschriften für die Banknoten eine bestimmte Goldreserve fest. Ein Übergang zu einer reinen Goldkernwährung, die also keinen für jedermann sichtbaren Goldmünzenumlauf mehr hätte, wäre für die internationale Reputation der Mark zur damaligen Zeit schädlich gewesen.
Die Reichsbanknoten wurden erst ab 1. Januar 1910 gesetzliche Zahlungsmittel, d. h. mit „unbegrenztem schuldbefreienden Annahmezwang“ wie Goldmünzen „versehen“. Vorher musste also theoretisch niemand dieses Papiergeld annehmen. Ein begrenzter Annahmezwang bestand allerdings seit 1871 bei den silbernen Scheidemünzen bis zum Betrag von 20 Mark und den Pfennig-Münzen aus Kupfer- bzw. Kupfer-Nickel-Legierung bis 1 Mark. Für den Einzelhandel hatte dies freilich keine praktische Bedeutung und wurde auch nie so praktiziert.
Der Edelmetallwert der bis 1907 kursierenden silbernen Vereinstaler – unter dem Silberstandard vollwertige Kurantmünzen – sank mit dem sinkenden Silberpreis. Sie sanken zu Scheidemünzen herab, die 1905 bei einem Wertverhältnis von Silber zu Gold von rund 1:34 nur noch 1,37 Mark inneren Wert hatten. Aus einer um 1871 als „hinkender Goldstandard“ bezeichneten Währungsverfassung hatte sich auch faktisch ein reiner Goldstandard entwickelt.

## Umrechnungen
Die Umrechnungskurse der wichtigsten vorgängigen Silbermünzen wurden im Münzgesetz vom 9. Juli 1873 (Art. 14, § 2) festgelegt. Grundsätzlich galt eine Umrechnung im Verhältnis des Feingewichts in Silber.
Vereinstaler – Gulden – Mark
Ab 24. Januar 1857 (siehe Wiener Münzvertrag) wurde aus einem Zollpfund Feinsilber (500 g) 30 Vereinstaler geprägt (30-Taler-Fuß). Es galten
30 Taler = 52½ Gulden = ein Pfund fein
2 Taler = 3½ Gulden = 6 Mark
1 Taler = 3 Mark
1 Gulden = 1,71 Mark
Taler nach dem 14-Taler-Fuß
Ab 1750 wurden in Preußen aus der kölnischen Mark (Gewichtsmark zu 233,855 g Feinsilber) 14 Preußische Taler geprägt. Ab 30. Juli 1838 (siehe: Dresdner Münzvertrag) wurden aus der gleichen „feinen Mark“ 7 Doppeltaler (2 Taler = 3½ Gulden) geprägt und meistens mit beiden Währungen beschriftet.
7 Doppeltaler = 24½ Gulden = eine feine Mark
1 Doppeltaler = 3½ Gulden
Mark Lübscher und Hamburgischer Kuranzwährung
1 Mark Kurant = 11/5 Mark
Feingewicht-Vergleich
1 Taler im 14-Taler-Fuß: 16,704 g Feinsilber bei 22,272 g Rauhgewicht (Feingehalt 750 Tausendteile)
1 Taler im 30-Taler-Fuß: 16,667 g Feinsilber bei 18,519 g Rauhgewicht (Feingehalt 900 Tausendteile)
3 Mark-Stück (ab 1908 geprägt): 15,000 g Feinsilber bei 16,667 g Rauhgewicht (Feingehalt 900 Tausendteile)

### Banknoten

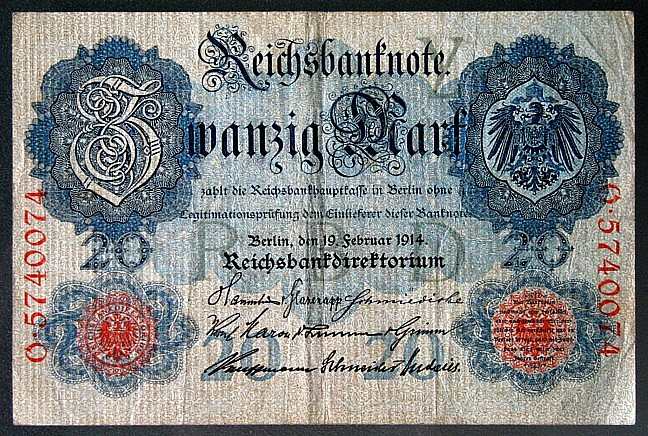
20 Mark, 19. Februar 1914

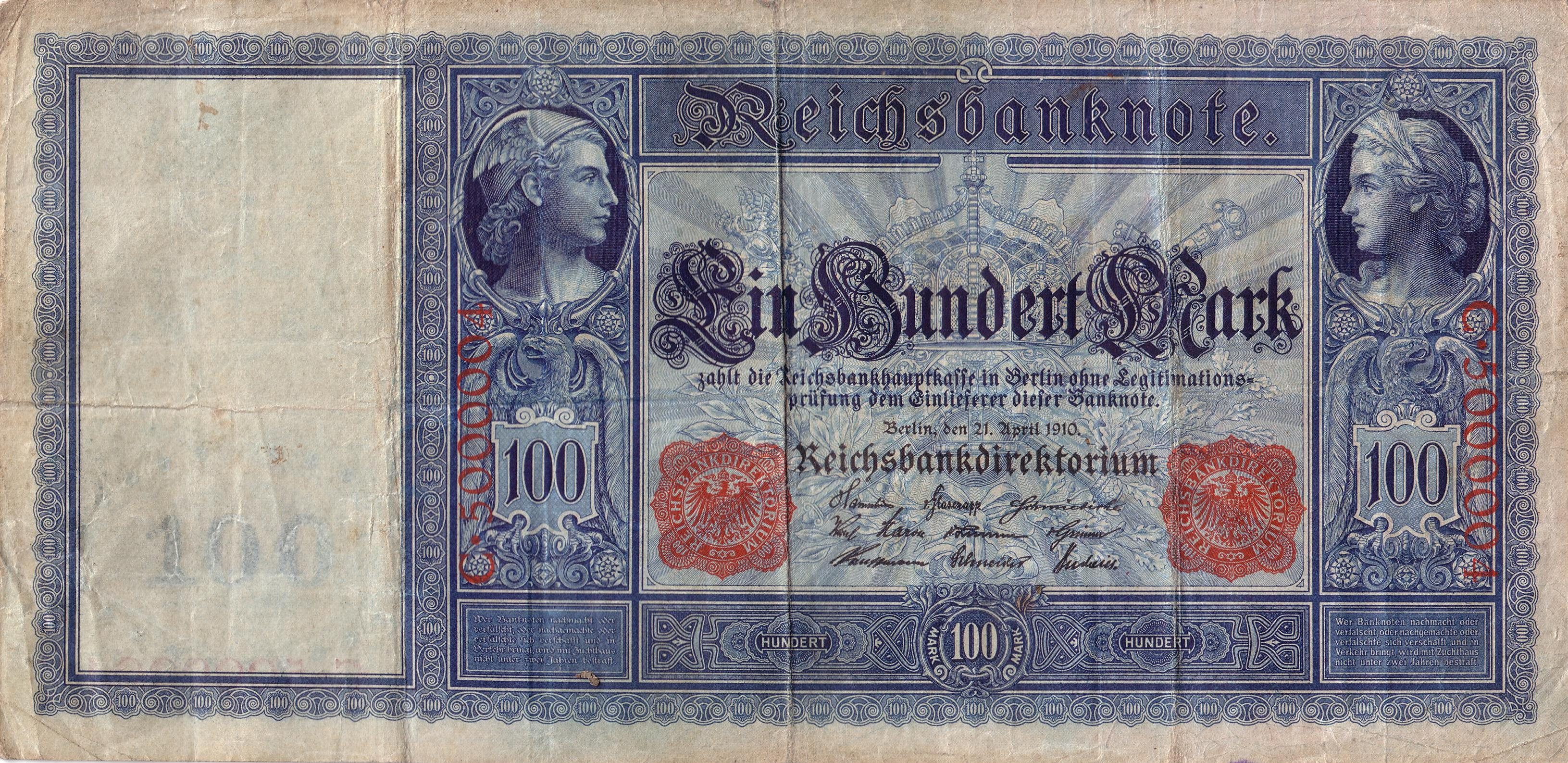
100 Mark – rotes Siegel, 21. April 1910

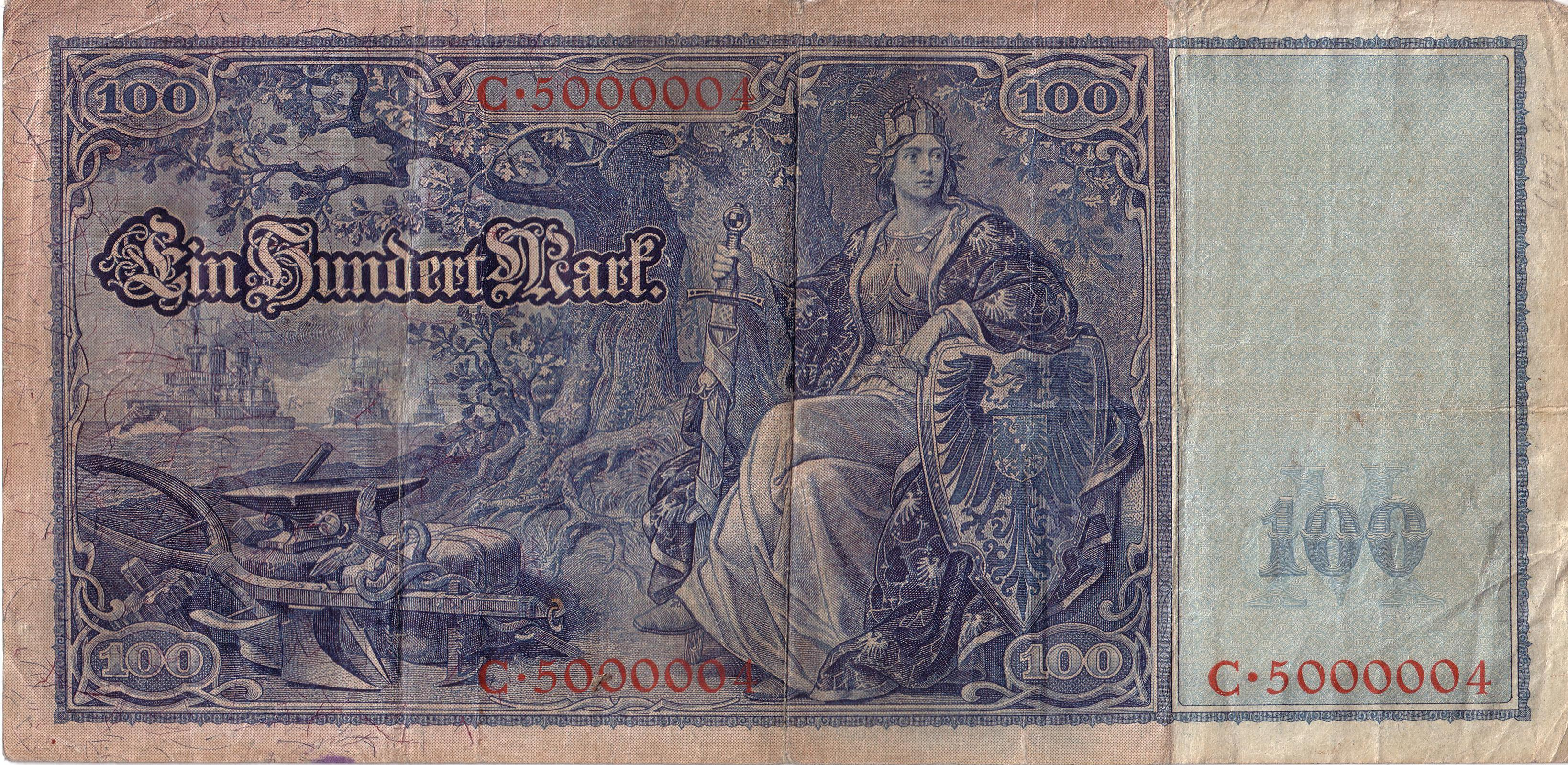
100 Mark – rotes Siegel, 21. April 1910

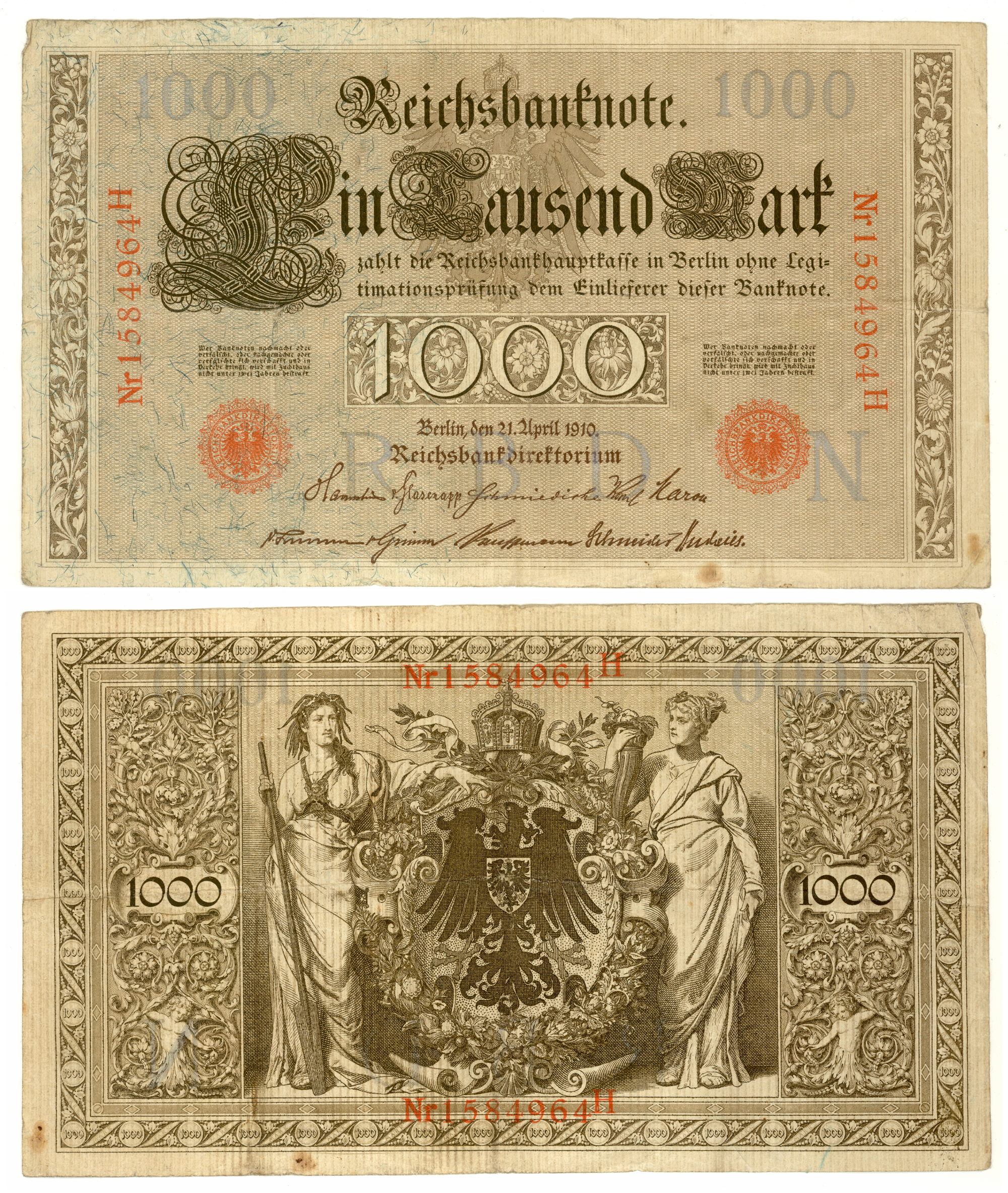
1000 Mark – rotes Siegel, 21. April 1910

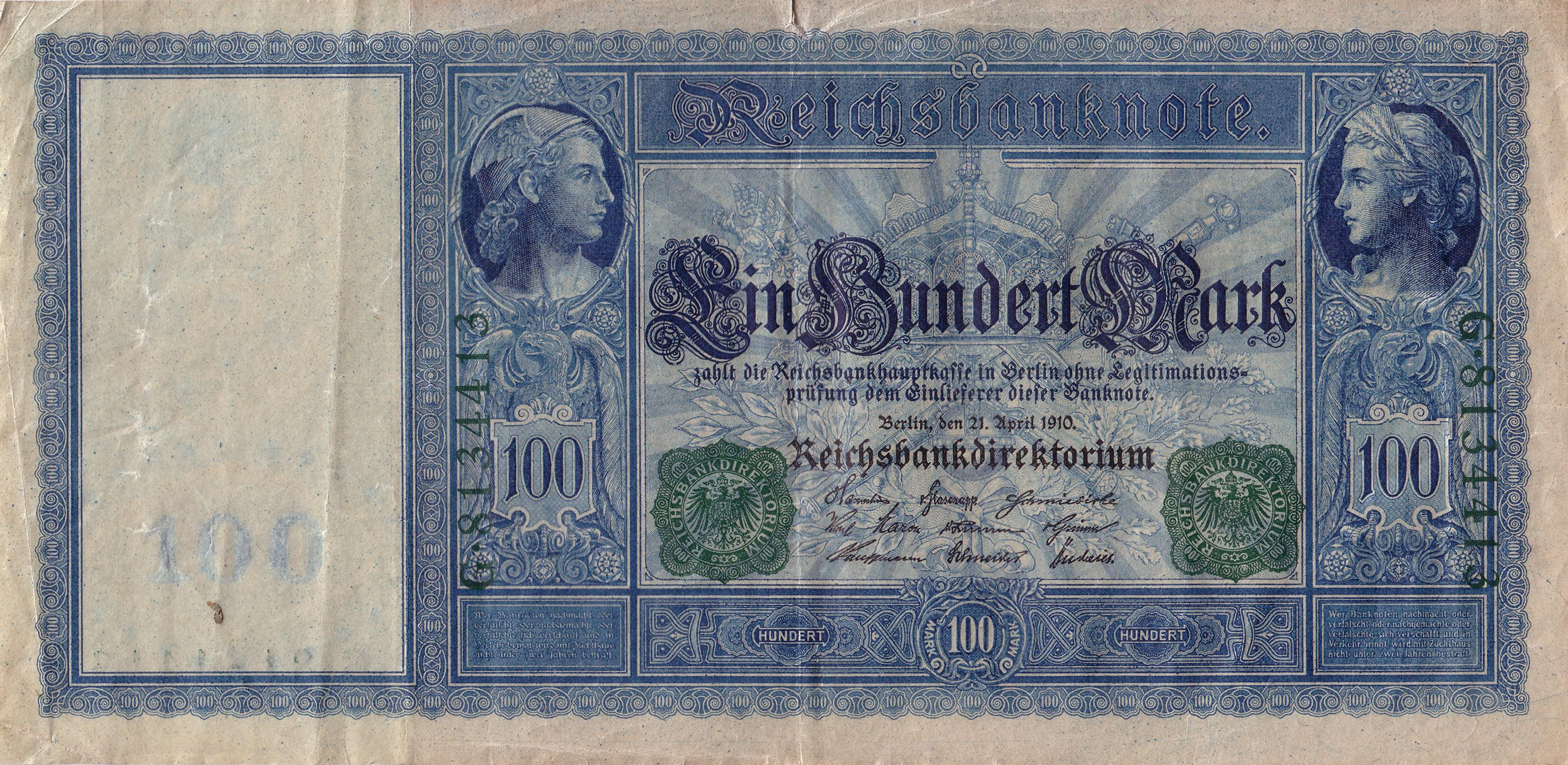
100 Mark – grünes Siegel, Nachkriegsausgabe

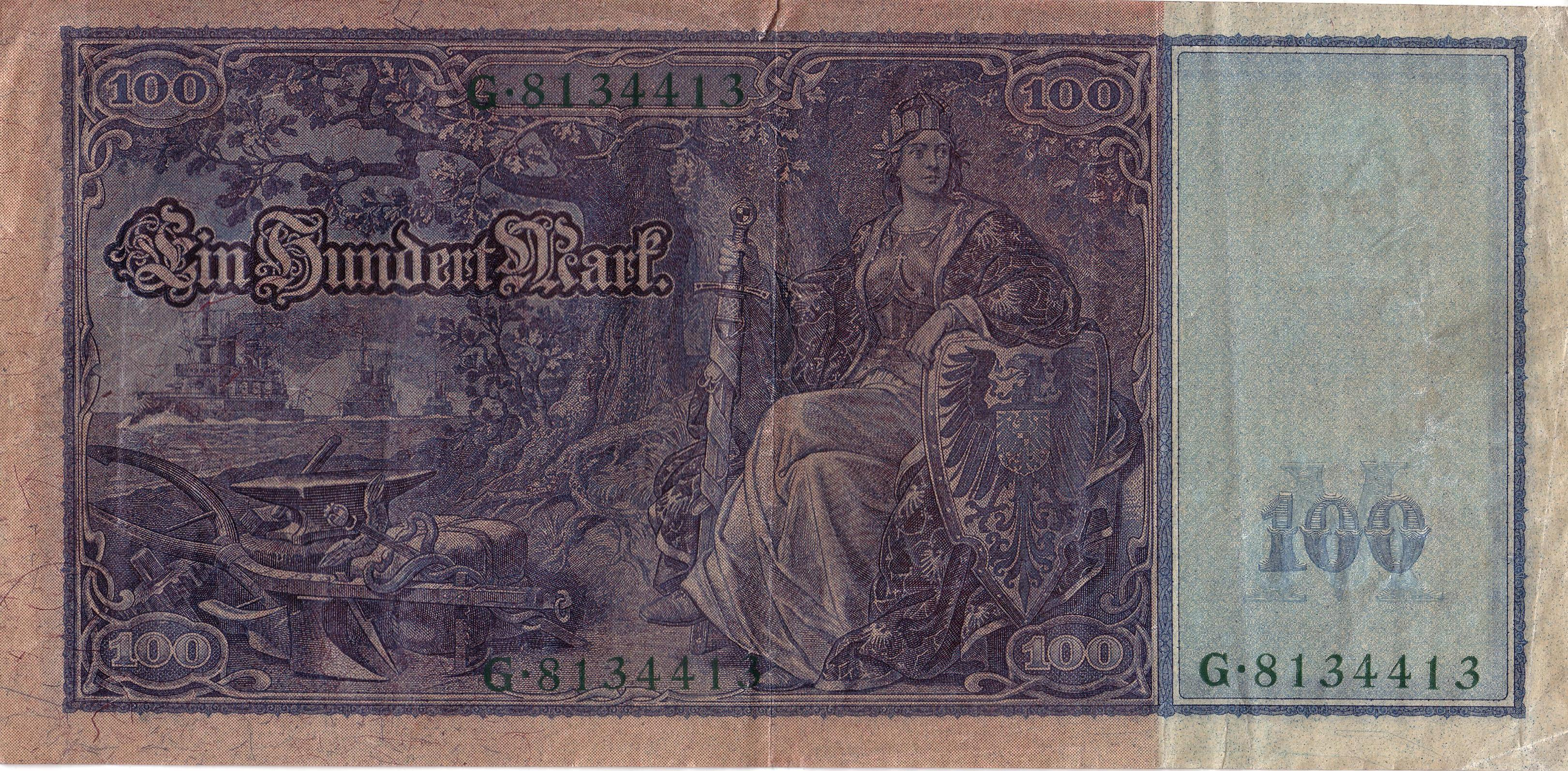
100 Mark – grünes Siegel, Nachkriegsausgabe

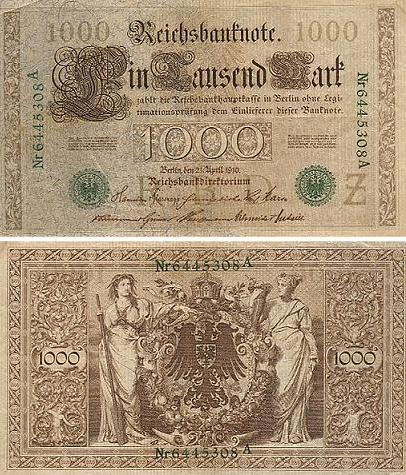
1000 Mark – grünes Siegel, Nachkriegsausgabe

Die Reichsbank, die Reichsschuldenverwaltung und einige weitere privilegierte Privatnotenbanken gaben auf Mark lautende Banknoten aus. Die Banknoten der Reichsbank hatten Nominale von 20 Mark, 50 Mark, 100 Mark und 1000 Mark, die Reichskassenscheine der Reichsschuldenverwaltung Nominale in 5 Mark, 10 Mark, 20 Mark und 50 Mark bei relativ geringer Emissionszahl. Die Reichsbank war eine Zentralnotenbank, sie besaß gegenüber den „normalen“ Privatnotenbanken eine Reihe von Vorzugsrechten.
Geldscheine wurden bis 1914 und teilweise darüber hinaus nicht nur von der Reichsbank ausgegeben, sondern auch in den Ländern von anfangs 32 Privatnotenbanken (z. B. Sächsische Bank in Dresden, Bayerische Notenbank in München) sowie von der Reichsschuldenverwaltung als Reichskassenscheine und mit Kriegsbeginn von den sogenannten „Darlehnskassen“ als (uneinlösbare) Darlehnskassenscheine bezeichnet.
Reichs- und Privatbanknoten mussten mindestens zu einem Drittel mit Gold abgedeckt sein. Weiterhin reichten auch später neben diskontierten Wechseln auch Reichskassenscheine der Regierung dafür aus. Das bedeutete, dass Reichsbanknoten zumindest teilweise mit Reichskassenscheinen – also Papier mit Papier abgedeckt war.
Die Reichskassenscheine waren Staatspapiergeld ohne Zwangskurs und ursprünglich zur Ablösung der alten Länderbanknoten in Taler- bzw. Guldenwährung gedacht. Sie waren anfangs zu Zahlungen innerhalb der staatlichen Institutionen verwandt worden, gelangten aber später über die Beamtenbesoldungen in den allgemeinen Zahlungsverkehr und waren dann den Reichs- und Privatbanknoten praktisch eins zu eins gleichgestellt.
Da Reichskassenscheine beispielsweise bei Steuerzahlungen an den Staat in unbegrenzter Höhe angenommen wurden, erlangten sie Akzeptanz beim Publikum, obwohl kein Annahmezwang bestand. Das galt bei Reichs- und Privatbanknoten bei Zahlungen an den Staat „formal“ nicht, aber wurde nicht immer so gehandhabt.
Die Privatnotenbanken waren seit 1873 auf Banknoten mit einem Wert von mindestens 100 Mark festgelegt und mit dem Bankgesetz von 1875 mussten sie ihre Tätigkeit auf ihren jeweiligen Bundesstaat beschränken oder sich der Reichsbank unterordnen. Am 1. Januar 1939 verloren sie dann endgültig das Recht zur Ausgabe eigener Banknoten. Deutsche, unbeschädigte Privatbanknoten wurden allerdings bei den Kassen der Reichsbank meist auf Wunsch in Reichsbanknoten getauscht, da sie ja meist nur in Nähe der jeweiligen Privatbank vom Publikum akzeptiert wurden.
Waren ab 1871 bis etwa 1900 Goldmünzen noch relativ häufig und Banknoten dagegen eher selten im täglichen Umlauf anzutreffen, begann sich das, etwa ab 1906 durch die gleichzeitige Zunahme der von der Reichsbank in großer Menge emittierten Noten zu 20 und 50 Mark langsam zu verändern. Außerdem nahm die Geldschöpfung der Banken und der Verkehr von Giralgeld ungemein zu (→ Fiatgeld). Diese damals neuen Geldarten verdrängten zunehmend die Goldmünzen aus dem praktischen Zahlungsverkehr. Hatte man eine Wahl bei der Auswahl der Zahlungsmittel, wurde eher Papier-, Scheide- oder Giralgeld als „gutes“ Goldgeld ausgegeben (Greshamsches Gesetz). Die Goldmünzen wurden auch ab etwa 1910 zunehmend vom Publikum thesauriert. Ein Hintergedanke der Reichsbank, durch die Emission der kleinen Reichsbanknoten zu 20 und 50 Mark eher an die goldenen 20- und 10-Markstücke über den Geldumlauf zu kommen und sie so für den Reichskriegsschatz einzulagern, erfüllte sich nur teilweise. Trotzdem entsprachen die Noten einem allgemeinen Bedürfnis nach mittleren Zahlungsmitteln, den die bisherigen relativ geringen Emissionen an Reichskassenscheinen von 5 bis 50 Mark nicht abdecken konnten. Der allgemeine Zuwachs im Bruttosozialprodukt nahm diese Reichsbanknoten ohne wesentlichen Inflationsschub auf.
Alle Reichs- und Privatbanknoten (im Gegensatz zu den Reichskassen- und späteren Darlehnskassenscheinen) waren bis 1914 mit der Zusicherung versehen, sie jederzeit in gesetzliche Zahlungsmittel, also in Goldmünzen bzw. genauer nach Bankgesetz vom 14. März 1875, § 18, sie in „coursfähiges“ deutsches Geld umtauschen zu können. Auf zeitgenössischen österreichischen Banknoten beispielsweise versprach man diese in „Metallgeld“ auf Verlangen einzulösen.
Beispiel einer aufgedruckten Zusicherung: „100 Mark zahlt die Reichsbankhauptkasse ohne Legitimationsprüfung dem Einlieferer dieser Banknote“.
Das konnte praktisch allerdings neben Goldmünzen auch bis 1907 Vereinstaler, Scheidemünzen und eventuell auch Reichskassenscheine beim Umwechseln bedeuten. Eine ausdrückliche Einlöseverpflichtung für Reichsbanknoten nur in Goldmünzen ist in keinem zeitgenössischen Dokument zu finden. Nur für Scheidemünzen in Silber ab dem Mindestbetrag von 200 Mark oder Pfennigscheidemünzen ab 50 Mark gab es eine „Bekanntmachung“ des Reichskanzlers vom 19. Dezember 1875, dass dies in den Reichsbankhauptkassen in Berlin, Königsberg, Frankfurt und München auf Wunsch des Publikums zu erfolgen hätte. Ansonsten bekam man Goldmünzen nur auf ausdrückliches Verlangen am Kassenschalter – entsprechend der jeweiligen Kassenlage – bei den Banken und Sparkassen gegen Banknoten umgewechselt, ansonsten aus dem allgemeinen Geldumlauf. Bei der Erstemission von neuen Gold-, aber auch bei Silbermünzen bildeten sich schon damals lange Schlangen von Münzsammlern an den Kassenschaltern und man hatte dort eventuell die Chance, eine prägefrische Goldmünze gegen eine Banknote zum Kurs von eins zu eins zu erhalten. Schon 1893 gab es Klagen des Publikums wegen der relativ hohen Menge an umlaufenden Scheidemünzen, d. h. im Umkehrschluss, dass Goldmünzen offenbar im allgemeinen Zahlungsverkehr zu dieser Zeit nicht mehr allzu häufig waren, was zur Zeit um 1871 bis 1890 noch nicht so war.
Anmerkung zu 100 und 1000 Mark Reichsbanknoten: Reichsbanknoten mit grünem Reichsbanksiegel und Nummerndruck sind rückdatierte Noten, die nach einer Bekanntmachung vom 3. Dezember 1918 offenbar kurz nach Kriegsende gedruckt wurden. Nur Noten mit dem roten Siegel sind echte Vorkriegsausgaben.
Hier eine Literaturstelle zur Banknotenausfertigung mit grünem Reichsbanksiegel nach der unten genannten Literaturstelle von Jürgen Koppatz S. 45:

„[…] Ausfertigungen mit grünem Sbst., Kst. und grüner Ktz. wurde ab Anfang Dezember 1918 in den Umlauf gegeben. Das ist darin begründet, daß sich die deutsche Regierung im Waffenstillstandsvertrag vom 11. November 1918 verpflichten mußte, die in den westlichen Okkupationsgebieten in Umlauf gesetzten deutschen Geldscheine zum Vorkriegskurs einzulösen. Das betraf hauptsächlich die 1000-Mark-Banknoten. Spekulanten kauften die in Deutschland bereits stark entwerteten Scheine mit Agio auf und brachten sie nach Frankreich, Belgien und Luxemburg. Von dort wurden sie der deutschen Regierung zur Einlösung vorgelegt. Die Reichsbank zog deshalb vorübergehend die Banknoten mit roten Ausfertigungsmerkmalen zurück und gab solche mit grünen in den Umlauf.“

### Ende der goldgedeckten Mark

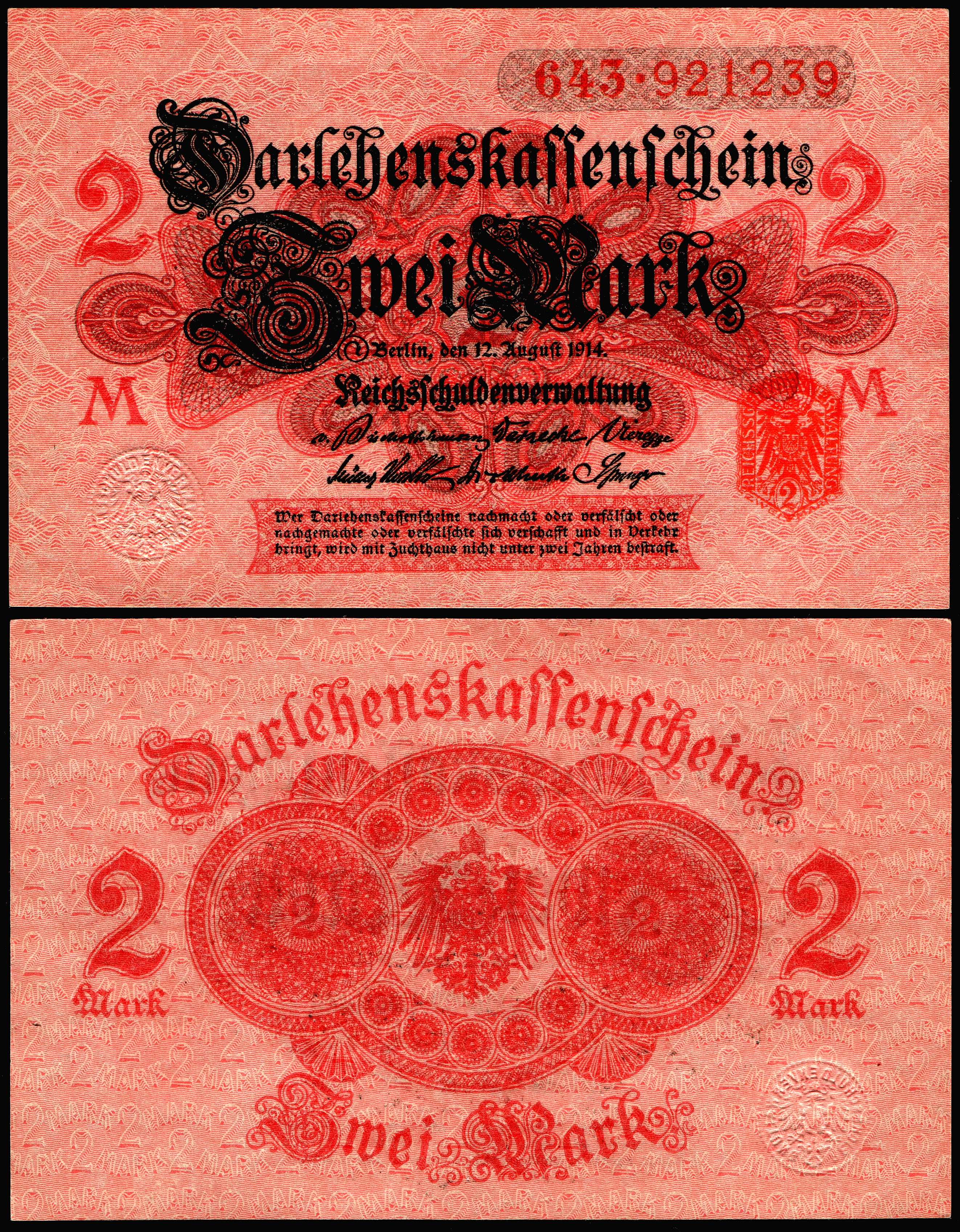
2-Mark-Geldschein (1914) der Reichsschuldenverwaltung

Bei Beginn des Ersten Weltkriegs wurde Anfang September 1914 mit der Ausgabe einer neuen Banknotenart, den Darlehnskassenscheinen der Reichsschuldenverwaltung, begonnen. Diese waren „uneinlösbar in Metallgeld“ und beruhten gedanklich darauf, dass der Staat anstelle von Gold jetzt auch auf Waren und Wertpapiere aus seinem Besitz Verpfändungen, sprich Darlehen, gewähren könne, was Darlehenskassen im Rahmen der Reichsbank zu überwachen hatten. Ab Anfang Juli 1914 ahnten aber schon viele Bürger den kommenden Krieg und begannen, ihre Banknoten und Konten möglichst noch schnell in Gold- oder wenigstens in Silbermünzen bzw. Papiergeld umzuwechseln. So hatte die Reichsbank Anfang Juli 1914 bis zum 31. Juli, dem Tag der Erklärung des „Zustandes der drohenden Kriegsgefahr“, wo der Umtausch der Reichsbanknoten und Scheidemünzen in Gold- bzw. Silbergeld nahezu sofort eingestellt wurde, einen erheblichen Abfluss an diesem Münzgeld sowie auch an Banknoten zu verzeichnen. Besonders an den Tagen um den 31. Juli 1914 herum riefen Zeitungsartikel reichsweit dazu auf, dass die Bürger ihr Geld auf den Banken und Sparkassen nicht abheben sollten, da ihr Vermögen sicher sei, und betonten gleichzeitig die „Gleichwertigkeit“ der Goldmünzen mit den Reichsbanknoten und Reichskassenscheinen.
Das hinderte jedoch die Bürger offenbar nicht daran, trotzdem viele normale Sparkonten bei den Privatbanken aufzulösen sowie viele Privatkredite vorfristig zu kündigen und auf sofortige Rückzahlung der Restbeträge zu drängen. Mit dem bei den Banken abgehobenen Bargeldern wurden vielfach „Hamsterkäufe“ an Lebensmitteln und Gebrauchsgütern im Juli und August 1914 vorgenommen – was natürlich sofort Preiserhöhungen auslöste, sodass sich die Reichsregierung zusätzlich über Presseaufrufe propagandistisch und gesetzlich dagegen aussprach. Teilweise wollten auch die Händler im August beim Warenkauf mit größeren Papiergeldbeträgen kein Münzwechselgeld mehr rückgeben. Anfang August wurde auch noch offiziell der Umtausch ausländischer Banknoten, z. B. der russischen Rubelnoten in Mark-Banknoten auf allen deutschen Banken, eingestellt, sodass viele sich in Deutschland aufhaltende Ausländer keine deutschen Zahlungsmittel mehr erhielten und daher ihre Hotelkosten und sonstigen Aufwendungen nicht mehr begleichen konnten und somit erhebliche Schwierigkeiten mit ihrer Ausreise aus Deutschland bekamen.
Ganz erheblichen Einfluss hatte auch die „drohende Kriegsgefahr“, schon im Juni beginnend, auf den internationalen Wertpapierhandel, der weltweit massive Kursstürze aufwies und damit fast zum Stillstand kam, da die jeweiligen Kurszettel an den Börsen von Tag zu Tag immer weniger ausländische Wertpapier- und Devisenkurse auswiesen. Auch der internationale kommerzielle Zahlungsverkehr zwischen den ab August 1914 kriegführenden Staaten kam zum Stillstand, da wechselseitig nun keine Schulden mehr bedient wurden und ausländische Bankniederlassungen „feindlicher Länder“ in ihrem Zahlungsverkehr blockiert wurden und Warenexportverbote für „kriegswichtige“ Güter von den Regierungen gesetzlich ausgesprochen wurden.
Die deutsche „Einlösepflicht der Banknoten in Metallgeld“ sollte aber nur während der Zeitdauer des Krieges ausgesetzt bleiben und anschließend „nach dem gewonnenen Krieg“ wieder eingeführt werden. Tatsächlich wurde der freie Goldstandard in Deutschland nach 1918 endgültig abgeschafft. Am 31. Juli 1914 stellte die Reichsbank das Einwechseln von Banknoten und Scheidemünzen gegen Gold ein. Eine seit 13. Juli 1914 schon praktizierte „Aufhebung der Banknoteneinlösbarkeit“ der Reichsbank fand in einer Änderung des Münzgesetzes vom 4. August 1914 und weiterer finanzieller Kriegsgesetze ihren Niederschlag. Alle öffentlichen Kassen wurden von einer entsprechenden Einlösungspflicht per Gesetz entbunden. Das Münzgesetz sorgte für eine faktische Aufhebung des Goldgeldes.
Der Metallgeldabfluss des Julis und die beim Bürger thesaurierten Gold- und Silbermünzen sollten dann später durch die Aktion „Gold gab ich für Eisen“ und die Kriegsanleihen wieder hereingeholt werden, was beim Goldgeld aber nur teilweise gelang. Ab August 1914 gab es daher fast schlagartig auch keine silbernen Mark-Münzen mehr im Umlauf, sodass diesem Umstand mit eilig gedruckten Darlehnskassenscheinen zu 1 und 2 Mark begegnet wurde, die nicht für eine Einlösung in Metallgeld vorgesehen waren. Gegen Herbst 1914 und im Jahr 1915 tauchten jedoch mittlere Mengen an vorher durch die Bevölkerung thesaurierten Silberscheidemünzen wieder auf, als die „Siegeszuversicht“ staatlicherseits propagandistisch „glaubhaft“ versichert wurde, was sich auch an der anfangs regen Beteiligung bei der privaten und kommerziellen Zeichnung von Kriegsanleihen äußerte. Den Kriegsanleihen lag anfänglich neben der Beschaffung von Geldmitteln für die Kriegswirtschaft noch ein weiterer Hintergedanke zu Grunde – nämlich die Verminderung von frei verfügbaren Zahlungsmitteln bei der Bevölkerung zwecks Erschwerung des „Schwarzmarkthandels“, da das in den Kriegsanleihen angelegte Geld nicht mehr nachfragewirksam werden konnte. Als dann aber gegen Kriegsende um 1918 sogar die Pfennigmünzen aus Eisen und Aluminium knapp wurden, begann die große Zeit des „kleinen“ Städtenotgeldes, wo es sogar regionale 1-Pfennig-Scheine gab, die heute noch gern gesammelt werden.
Nach dem Staatsbankrott und der anschließenden Währungsreform vom November 1923 wurden die Goldmünzen des Kaiserreichs mit dem Gesetz vom 30. August 1924 ausdrücklich wieder als gesetzliches Zahlungsmittel im Rahmen der neuen Rentenmark bzw. Reichsmark zugelassen, da man sie offensichtlich wieder in die Zirkulation locken wollte. Staatlicherseits dachte man jedoch nie ernsthaft daran, wieder neue Goldmünzen prägen zu lassen, wohl aber sie so besser einziehen zu können (Versailler Vertrag). Das gelang aber nicht. Sie blieben zwar formal gesetzliche Zahlungsmittel bis 1938, als die Regierung sie außer Kurs setzte und explizit vorschrieb, sie der Reichsbank zum Ankauf anzubieten, was mit Beginn des Zweiten Weltkriegs auch noch auf die silbernen 5- und 2-Reichsmarkstücke ausgedehnt wurde. Seit August 1914 waren Goldmünzen jedoch schon längst endgültig aus dem Geldumlauf verschwunden und wurden in vielen Familien – neben den Silbermünzen – als Erinnerung an eine bessere Zeit aufbewahrt.

### Bewertung
Die Periode der „Goldmark“ von 1871 bis Ende Juli 1914 gilt als relativ geldwertstabil. Dies lag unter anderem daran, dass eine Papiergeldinflationierung anfangs durch den „Goldanker“ gebremst wurde. Durch die Kreditgeldschöpfung der Banken und die Buchgeldzunahme wurde dies jedoch ab ca. 1900 zunehmend unterlaufen. Andererseits hätte eine konsequente Einhaltung bzw. Übertragung des „Goldankers“ auch in Bezug auf die Geldschöpfung deflationistische Auswirkungen erzeugt, da die verfügbare Goldmünzmenge wesentlich langsamer als die anderen Waren- und Dienstleistungsmengen aufgrund der allgemeinen Industrialisierung anstieg. Der gemittelte Inflationsindex von 1871 bis 1895 lag bei etwa null Prozent (bei allerdings relativ großen Preisschwankungen); 1895 hatte die Goldmark also die gleiche Kaufkraft wie 24 Jahre zuvor.
Von 1896 bis 1914 gab es eine gewisse Inflation. Eine Ursache waren einige Steuererhöhungen und die Einführung von neuen Steuern für die militärische Aufrüstung Deutschlands (z. B. Schaumweinsteuer 1902); eine weitere Ursache waren Preisabsprachen in der Industrie und im Handel (speziell dort, wo es Monopole, Trusts oder Kartelle gab).
Schulden aus Anleihen und Schuldzinsaufwendungen
- für 1877: 16 Mio. / 2,3 Mio. M
- für 1888: 721 Mio. / 28,7 Mio. M
- für 1911: ca. 4 Mrd. / 171 Mio. M

Außerdem trat ab etwa 1900 eine große Nachfrage nach Rohstoffen auf dem Weltmarkt auf, die ihre Ursache in der allgemeinen Industrialisierung und in den Heeres- und Flottenaufrüstungen hatte.
Das Phänomen des Preisanstiegs insbesondere bei Lebensmitteln begann merklich um 1896. Die zeitgenössische Literatur versuchte, den Preisanstieg darauf zurückzuführen, dass die Nahrungsgüterproduktion mit dem kombinierten Effekt einer höheren Nachfrage der Bevölkerung nach Fleischwaren bei gleichzeitiger Bevölkerungsexplosion nicht mithalten könne. Einer anderen Theorie zufolge hatte die Goldproduktion stark zugenommen und damit auch der allgemeine Geldumlauf. Der sichtbare Umlauf von Goldmünzen hatte nach Einführung der kleinen Reichsbanknoten zu 20 und 50 Mark ab 1906 jedoch sogar abgenommen. Aus heutiger Sicht waren daran eher die Buchgeldzunahme, die an keinerlei Gold-Deckungsvorschriften gebunden war sowie die schon erwähnten Preisabsprachen und Steuererhöhungen schuld. Auch wurde die Bargeldmenge bei Scheidemünzen pro Einwohner in mehreren Gesetzesnovellen von 10 auf 20 Mark pro Einwohner erhöht, was ebenfalls die Nachfrage nach Gütern preistreibend erhöhte. Man kann allerdings auch sagen, dass der Anstieg des allgemeinen Lebensstandards breiter Kreise der Bevölkerung, der bis zum Ersten Weltkrieg zweifelsfrei stattfand, tendenziell die Inflation mitbeförderte.
Das schloss allerdings partielle bitterste Armut in der ländlichen Bevölkerung, z. B. in Mecklenburg, nicht aus, was zur Landflucht in die Großstädte bis hin zur Auswanderung aus Deutschland führte. Insgesamt wird in der Literatur nach Jürgen Kuczynski der Preisanstieg von 1871 bis 1914 in langen Preisvergleichsreihen von 100 auf circa 145 % eingeschätzt. Dieser Preisanstieg war übrigens nicht nur auf Deutschland beschränkt. Er betraf auch solche Goldstandard-Länder wie Frankreich, Italien, Großbritannien sowie die USA bei ähnlichen Ursachen. In Frankreich und anderen Ländern drückten sich inflationäre Tendenzen dadurch aus, dass die 1- und 2-Centime-Münzen aus dem Umlauf trotz hoher Prägezahlen nach 1900 fast völlig verschwanden und viele Preise im Kleinhandel daher auf 5 Centimes aufgerundet wurden, was in Deutschland bei den 1- und 2-Pfennig-Münzen aber so nicht geschah. Überproportional stiegen in Deutschland die Lebensmittelpreise (besonders bei Fleischwaren) und die Mieten; Massenindustriewaren wurden billiger. In den Jahresberichten deutscher Konsumvereine lässt sich das gut nachvollziehen. Dort wird ab etwa 1896 von Teuerungen berichtet.

## Münzen des Deutschen Kaiserreichs

### Kurantmünzen

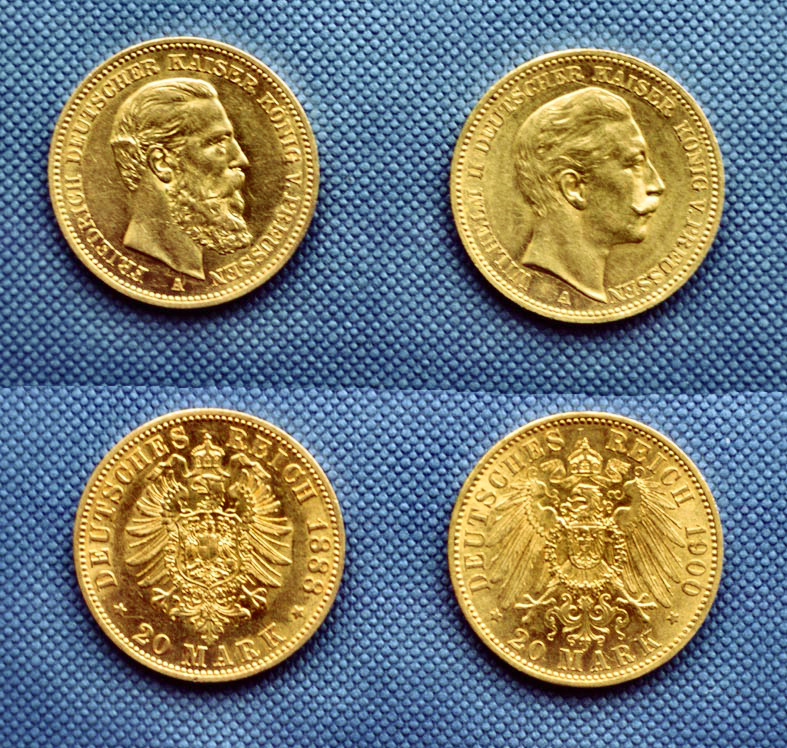
Goldmünzen zu 20 Mark mit den Porträts der Kaiser Friedrich III. bzw. Wilhelm II.

Goldmünzen mit 900⁄1000 Feingehalt, der Rest ist Kupfer, daher die Rotfärbung (Rotgold):
- 20 Mark, Raugewicht 7,9649 g (7,1684 g Feingold) Doppelkrone auch Goldfuchs genannt / Durchmesser ca. 22,5 mm
- 10 Mark, Raugewicht 3,9825 g (3,5842 g Feingold) Krone / Durchmesser 19,5 mm
- 5 Mark, Raugewicht 1,9912 g (1,7921 g Feingold) ½ Krone / Durchmesser 17,0 mm

Die Benennungen Krone für das 10-Markstück und Doppelkrone für das 20-Markstück wurden durch den Allerhöchsten Erlass betreffend die einheitliche Benennung der Reichsgoldmünzen vom 17. Februar 1875 (RGBl. 1875, 72) zur Anwendung durch die Reichsbehörden eingeführt.
Die jeweiligen Prägezahlen der einzelnen Gold- sowie der Silbermünzsorten (von 2 bis 5 Mark) eines Bundesstaates richteten sich nach einem Bevölkerungsschlüssel, so dass große Bundesstaaten wie z. B. Preußen, Bayern oder Sachsen wesentlich höhere Prägezahlen als kleinere Länder wie z. B. die Fürstentümer Reuß jüngerer bzw. älterer Linie hatten.
Die deutsche Goldausprägung hat nach Kurt Jaeger von 1871 bis 1914/15 insgesamt 5.366.465.000 M betragen, was etwa 1930 Tonnen Feingold entsprechen würde – ohne Berücksichtigung des Umtausches abgenutzter Münzen.
Jedem Bundesstaat war es erlaubt, die Vorderseite, das Avers, zu gestalten und Münzen zu prägen. In der Regel war dort das Abbild des jeweiligen regierenden Monarchen zu sehen. Die freien Städte Bremen, Hamburg und Lübeck prägten das Stadtwappen auf ihre Münzen. Die Rückseite, das Revers, hingegen war einheitlich mit dem Reichsadler versehen, dessen Gestaltung aber zweimal geändert wurde. Zunächst wurde die anfängliche Abkürzung M. für Mark 1874 abgeschafft und das Wort Mark ausgeschrieben, um die neue Währung stärker im Bewusstsein der Bevölkerung zu verankern, sodann wurde im Jahre 1890 aus dem kleinen Reichsadler mit großem Hohenzollernschild – Sinnbild für die Vorherrschaft Preußens – ein großer Reichsadler mit kleinem Schild. Nach der Amtsübernahme im „Dreikaiserjahr“ 1888 wollte Wilhelm II. damit ein Zeichen setzen und die deutsche Einheit betonen, nachdem sich das Kaiserreich etabliert und gefestigt hatte. Der Entwurf des neuen Münzadlers stammt von Otto Schultz aus Berlin.
Münzgeschichtlich bedeutsam sind auch die in den Jahren 1877 und 1878 geprägten 5-Mark-Goldmünzen. Wegen ihrer geringen Größe mit einem Durchmesser von 17 mm und einem Gewicht von knapp 2 g gingen sie sehr oft verloren und konnten sich daher in der Bevölkerung nicht durchsetzen. Sie flossen immer wieder zur Reichsbank zurück, weswegen die Prägung nach zwei Jahren eingestellt wurde. Am 1. Oktober 1900 wurden sie außer Kurs gesetzt.
Die höchste Auflage erreichten die 1877 in Berlin geprägten preußischen 5-Mark-Goldmünzen mit über einer Million Exemplaren. Man schätzt, dass höchstens noch 10 % der ursprünglich geprägten Fünf-Mark-Goldmünzen existieren. Ein hoher Anteil der heute angebotenen Stücke ist gefälscht (vgl. Schmidt-Hausmann-Fälschungen).
Die Emissionen sämtlicher 20- und 10-Markstücke verhalten sich wie etwa 3 : 1, was sich heute meist in einem relativ höheren Sammlerpreis für die 10-Markstücke ausdrückt.
Die heute noch vorhandenen Goldmünzen des Kaiserreichs sind nur noch Bruchteile der ursprünglichen Auflagen.
Die beiden Weltkriege, Verbrauch durch industrielle Zwecke, Exporte usw. haben die realen Bestände teilweise drastisch reduziert.
Schätzungsweise sind von den 5-Mark-Goldmünzen noch ca. 10 % erhalten. Von den 10- und 20-Goldmark-Stücken sind noch ca. 40–50 % vorhanden.
Die gängigeren 20-Mark-Goldmünzen aus Preußen (Wilhelm I., Friedrich sowie Wilhelm II.), Hamburg (Stadtwappen) und auch einige Jahrgänge aus Bayern (Otto) und Württemberg (Karl und Wilhelm II.) werden heute als Anlagemünzen an Bankschaltern und im Edelmetallhandel in bankenüblichem Zustand mit einem kleinen Aufschlag zum aktuellen Edelmetallkurs verkauft. Insbesondere in Deutschland sind Doppelkronen neben Sovereigns, Österreichischen Dukaten sowie Kronen und 20 Francs der Lateinischen Münzunion begehrte Anlageprodukte.

Revers der Goldmünzen im Kaiserreich
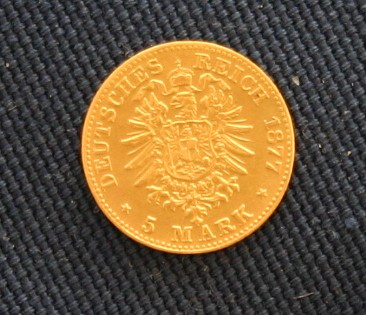
5 Mark Goldmünze
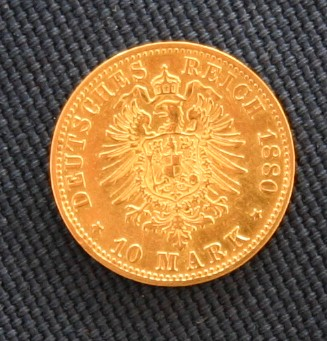
10 Mark Goldmünze erste Münzperiode
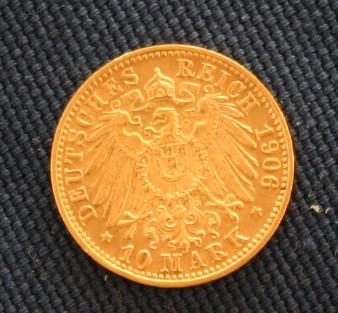
10 Mark Goldmünze zweite Münzperiode
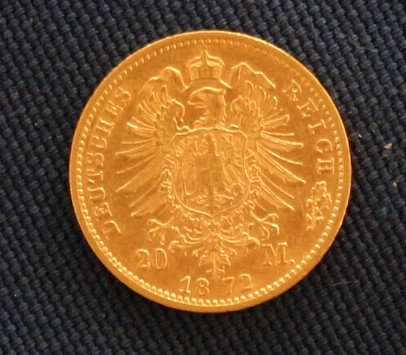
erste Münzperiode kleiner Reichsadler mit großem Brustschild und Nominalangabe 20 M
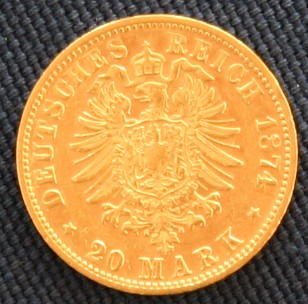
erste Münzperiode nun mit Nominalangabe 20 Mark
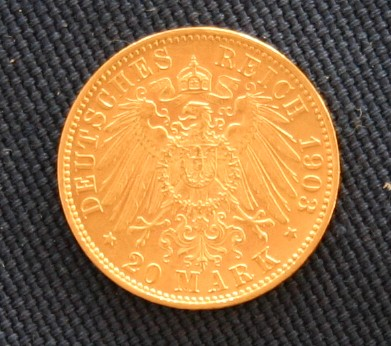
zweite Münzperiode großer Reichsadler mit kleinem Brustschild
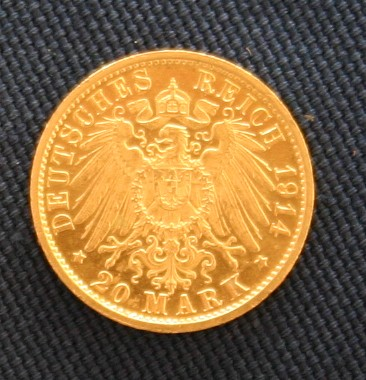
Letzte Goldmünze vor dem Ersten Weltkrieg

### Scheidemünzen

Kleinmünzen des Deutschen Kaiserreichs: in der oberen Reihe Stücke aus Kupfer, Kupfernickel und Nickel, darunter die Silbermünzen.

Im Gegensatz zur Zeit vor der Reichsgründung waren die kleineren Werte aus Silber mit 900⁄1000 Feingehalt lediglich Scheidemünzen, ihr Metallwert war also geringer als ihr gesetzlicher Wert. Die Münze zu einer Mark entsprach genau 5 g Feinsilber; dementsprechend entsprachen 2-Mark-Münzen 10 g Feinsilber, 3-Mark-Münzen 15 g Feinsilber und 5-Mark-Münzen 25 g Feinsilber. Der Edelmetalldeckung entsprechend, hätte der Feinsilbergehalt bei Münzen zu 1 Mark 5,56 g (11,12 g bei 2-Mark-Münzen, 16,67 g bei 3-Mark-Münzen und 27,78 g bei 5-Mark-Münzen) entsprechen müssen.
Die Stücke zu 2, 3 und 5 Mark besaßen wie die Goldmünzen landesspezifische Vorderseiten und die reichseinheitliche Rückseite. Die kleinen Münzen bis 1 Mark waren reichseinheitlich gestaltet. Die Drei- und Fünfmarkstücke trugen die Randschrift GOTT MIT UNS, wie die meisten preußischen Vereinstaler, die kleineren Nominale besaßen einen geriffelten Rand. Ab 1901 wurden zu besonderen Anlässen auch Gedenkmünzen geprägt, die im Rau- und Feingewicht den Kursmünzen entsprachen.
Der Vereinstaler entsprach im Feingehalt mit 16,6 g Silber anfänglich genau 3 Mark und war als solcher noch bis 1907 als Münze zu 3 Mark in Umlauf. 1908 wurde die Münze zu 3 Mark eingeführt und gleichzeitig der Taler außer Kurs gesetzt. Viele Taler waren auch inzwischen im Umlauf schon stark verschlissen, da die letzten einfachen Taler nur bis 1871 ausgeprägt worden waren.
Der Talerbegriff übertrug sich dann auf das 3-Mark-Stück bis in die Weimarer Republik. Das 5-Pfennig-Stück hieß noch bis in unsere Zeit im Berliner Raum „Sechser“, da der halbe Silbergroschen preußischer Währung sechs Pfenni(n)ge galt. Die Bezeichnung „Groschen“ für das 10-Pfennig-Stück dürfte noch allgemein bekannt sein.
Die 20-Pfennig-Münze aus Silber war mit 1 g Feingehalt sehr klein und filigran und verschliss entsprechend schnell, so dass die Münze nur 5 Jahre geprägt wurde (1873–1877). Dennoch war sie bei der Bevölkerung sehr beliebt und hatte einige Spitznamen, wie „Siebnerl“, weil es genau dem Wert von 7 Kreuzer der süddeutschen Vorgängerlandeswährung entsprach.

#### Scheidemünzen aus Silber
- 5 Mark, Raugewicht 27,778 g (25 g Feinsilber), Durchmesser 38 mm
- 3 Mark, Raugewicht 16,667 g (15 g Feinsilber), Durchmesser 33 mm, ab 1908 geprägt, weiterhin gern Taler genannt
- 2 Mark, Raugewicht 11,111 g (10 g Feinsilber), Durchmesser 28 mm
- 1 Mark, Raugewicht 5,556 g (5 g Feinsilber), Durchmesser 24 mm
- ½ Mark, Raugewicht 2,778 g (2,5 g Feinsilber), Durchmesser 20 mm
- 50 Pfennig, Raugewicht 2,778 g (2,5 g Feinsilber), Durchmesser 20 mm
- 20 Pfennig, Raugewicht 1,111 g (1 g Feinsilber), Durchmesser 16 mm, nur bis 1878 geprägt

#### Scheidemünzen ohne Edelmetallgehalt
Hergestellt aus Bronze und Nickel-Legierungen sowie Reinnickel (25 Pfennig):
- 25 Pfennig in Jugendstil-Gestaltung
- 20 Pfennig
- 10 Pfennig (häufig Groschen genannt)
- 5 Pfennig (im Berliner Raum gelegentlich auch „Sechser“ genannt, da der vormalige halbe Silbergroschen 6 Pfennige galt)
- 2 Pfennig
- 1 Pfennig

Während des Ersten Weltkriegs wurden Münzen aus Aluminium, Stahl und Zink
geprägt.

## Auswahl der Prägestätten
Siehe auch Münzprägeanstalt.
Die Prägestätte ist als Großbuchstabe bis heute in jeder Münze eingeprägt.
| Zeichen | Emissionszeit | Emissionszeit | Prägestelle                                     |
| Zeichen | von           | bis           | Prägestelle                                     |
| ------- | ------------- | ------------- | ----------------------------------------------- |
| A       | 1871          | heute         | Berlin                                          |
| B       | 1872          | 1878          | Hannover 1878 aufgelöst                         |
| C       | 1872          | 1879          | Frankfurt am Main 1880 aufgelöst                |
| D       | 1872          | heute         | München                                         |
| E       | 1872          | 1887          | Dresden 1887 nach Muldenhütten verlegt          |
| E       | 1887          | 1953          | Muldenhütten 1953 aufgelöst                     |
| F       | 1872          | heute         | Stuttgart                                       |
| G       | 1872          | heute         | Karlsruhe                                       |
| H       | 1872          | 1882          | Darmstadt seit 1883 außer Betrieb               |
| J       | 1875          | heute         | Hamburg                                         |
| T       | 1916          | 1917          | Tabora, Deutsch-Ostafrika Notprägungen im Krieg |

## Darstellung des Währungssymbols ℳ auf Computersystemen
| Zeichen | Unicode Position | Unicode Bezeichnung | Bezeichnung                    | HTML hexadezimal | HTML dezimal | URL Kodierung (PHP) | Tastatureingabe mit Belegung E1 |
| ------- | ---------------- | ------------------- | ------------------------------ | ---------------- | ------------ | ------------------- | ------------------------------- |
| ℳ       | U+2133           | script capital m    | Großbuchstabe Schreibschrift-M | &#x2133;         | &#8499;      | %E2%84%B3           | – $                             |

In aktuellen Fontversionen ist das Marksymbol u. a. im Zeichensatz von Times New Roman (ℳ), Arial (ℳ), Courier New (ℳ), Malgun Gothic (ℳ), MS Mincho (ℳ) sowie Tahoma/Verdana (ℳ) unter den Währungssymbolen enthalten.